# Evropské hnutí

Nové mezinárodní logo Evropského hnutí od roku 2012

Evropské hnutí, někdy také Hnutí za Evropu, (anglicky European Movement international, francouzsky Mouvement Européen, německy Europäische Bewegung) je celoevropský svaz organizací a jednotlivců s cílem vytvoření jednotné, federativní Evropy, založené na základních právech, míru, demokracii, svobodě, rovnosti, solidaritě, humanitě a na spoluúčasti občanů. Hnutí bylo založeno 25. října 1948 a dnes je zastoupena v 41 evropských zemích.

## Dějiny
Počátky Hnutí za Evropu sahají do července 1947, kdy se na popud W. Churchilla, D. Sandyse a dalších francouzských a britských organizací, jež měly za cíl uskutečnění myšlenky spojené Evropy, na kongresu Committee for the Co-ordination of the European Movements v Paříži. Kongresu se účastnily La Ligue Européenne de Coopération Economique (LECE), l'Union européenne des Fédéralistes (UEF), l'Union parlementaire européenne (UPE) a britsko-francouzské United European Movements.

Tradiční vlajka evropských federalistů

Po jednom z dalších setkání v mezidobí, po němž vznikl výbor nazvaný Joint International Committee for European Unity, se konalo zásadní nastavení směru k založení Evropského hnutí, kterého se na konferenci ve dnech 7. až 11. května 1948 v Haagu, za předsednictví W. Churchilla zúčastnilo na 800 zástupců z celé Evropy a pozorovatelů z USA a Kanady. Dalšími účastníky byli například za Německo Konrad Adenauer či Eugen Kogon.
Od roku 1949 v rámci hnutí působil jako československý zástupce Edmund Řehák, představitel exilových lidovců v Radě svobodného Československa.
Činnost hnutí byla zpočátku významně financována Americkým výborem pro sjednocenou Evropu (Ang. The American Committee on United Europe - ACUE).
V roce 1990 byla obnovena činnost Evropského hnutí v Československu, která pokračuje i v ČR jako Evropské hnutí v České republice (předsedové Rudolf Battěk, Milan Jirásek, Daniel Kroupa, Edvard Outrata, Zuzana Roithová, Vladimír Špidla, Josef Zieleniec, Jiří Zlatuška).
Kromě individuálních členů má EH v ČR řadu kolektivních členů (Masarykovo demokratické hnutí od 1990, Masarykova akademie práce od 1995, Evropští demokraté od 2005, Masarykova demokratická akademie od 2010 a další).

### Web
- European Movement / Mouvement Européen europeanmovement.eu
- Evropské hnutí v České republice – europeanmovement.cz